# Societatea Limbii Galeze
Societatea Limbii Galeze (engleză Welsh Language Board, galeză Bwrdd yr Iaith Gymraeg) a fost un organ statutar creat de către Guvernul Regatului Unit sub Decretul limbii galeze din 1993. A fost un organ sponsorizat de guvernul galez.